# Robert Aitken
Pour les articles homonymes, voir Aitken.
Robert Aitken (né le 28 août 1939) est un flûtiste, compositeur et chef d'orchestre canadien.

## Biographie
Dès l'âge de 19 ans, en 1955, Aitken devient premier flûtiste de l'Orchestre symphonique de Vancouver. Il s'agit alors du plus jeune chef de pupitre de l'histoire de cet orchestre.
Il est nommé à l'Ordre du Canada en 1994 et Chevalier de l'Ordre des Arts et des Lettres en 1997.

## Distinction
- 2009 : Prix Walter-Carsen